# David Saliman-Vladimirov
David Fjodorovitsj Saliman-Vladimirov (Russisch: Давид Федорович Салиман-Владимиров) (Odessa (Oekraïne), 27 mei 1903 – ?, 1992) was een Russisch componist, dirigent en pianist van Oekraïens afkomst.

## Levensloop
Saliman-Vladimirov werd als zoon van een muzikaal gezin geboren. Hij is een befaamd Russisch componist en was actief werkzaam in verschillende genres. Zijn muzikale opleiding kreeg hij aan het Konservatorija im. N.V.Rimskogo-Korsakova (Russisch: Санкт-Петербургская государственная консерватория имени Н.А. Римского-Корсакова) te Leningrad (nu: Sint-Petersburg) in het vak piano bij O. K. Kalantarovoj. Verder studeerde hij aan het Moskou Conservatorium P. I. Tsjaikovski (Russisch: Московская Государственная Консерватория им. П.И.Чайковского) van Moskou. Zijn leraren waren daar Reinhold Moritzevitsj Glière voor compositie en Sergej Nikiforovitsj Vasilenko (1872-1956) voor instrumentatie S. S. Bogatyrev en V. A. Zolotareva. 
Vanaf 1920 was hij bezig als pianist en begeleider van zangers en zangeressen. Van 1923 tot 1928 was hij als dirigent werkzaam.
In vele jaren van intensieve en artistiek-overvloedige werkzaamheid schreef hij vele interessante en belangrijke werken: de opera De Rebellion naar een verhaal van D. Foermanov, het kinderballet Fliege - Zokotuche naar het sprookje van K. Tsjoekovsky, de cantates Het morgenrood van de vrijheid (tekst: B. Doebrovin) en Het gedacht'nis van het hart (tekst: M. Andranov), vijf symfonieën, heroïsche gedichten Huroras Salve en vele andere werken voor zowel symfonie- als ook harmonieorkest, stukken voor orkesten van volksinstrumenten (Balalaika), romances en liederen.
Vele van zijn werken zijn gebaseerd op muzikale folklore. In 1944 werd hij bekend met de oprichter van de professionele Jakoetse muzikale cultuur M.N.Zhirkovyms. Voor zijn actieve deelname in de ontwikkeling van de muzikale folklore werd hem de onderscheiding als Volksartiest van de toenmalige Jakoetische Autonome Socialistische Sovjetrepubliek , nu: Jakoetië. 
Als belangrijke kunstenaar en verdienstelijke artiest van Rusland werkte Saliman-Vladimirov ook voor harmonieorkesten of militaire orkesten en schreef vele werken voor blaasorkesten: marsen, ouvertures, fantasieën, symfonische gedichten, suites en symfonieën, die in het repertoire van verschillende militaire orkesten van het toenmalige Sovjetleger, de militaire marinevloot en in de beste amateur-harmonieorkesten van Rusland opgenomen werden. Voor zijn verdiensten werd hij meerdere malen onderscheiden, zoals Verdiende persoonlijkheid van de Kunsten JAASSR, Volkseigen kunstenaar van de JAASSR in 1967 en de Zilver Medaille van de Russische Federatie.

## Composities

### Werken voor orkest
- 1951 Сюита N7 - на китайские народные темы (Suite nr. 7 - over Chinees folk-thema's)
- 1977 поэма «Залп Авроры» ("Zalp Aurora"), symfonisch gedicht
- 1986-1989 трилогия (Trilogie), voor orkest
  1. «Карл Маркс» (Karl Marx)
  2. «Фридрих Энгельс» (Friedrich Engels)
  3. «Владимир Ильич Ленин» (Vladimir Iljitsch Lenin)
- Huroras Salve, symfonisch gedicht voor orkest
- Jakoetse dans, voor orkest

### Werken voor harmonieorkest
- 1936 Марш - mars
- 1937 Сюита - (suite)
- 1938 Сюита - (suite)
- 1943 Уральский Марш (Oeral mars)
- 1944 Марш уральских патриотов - (Mars van de Oeral patriotten)
- 1945 Русская сюита No. 1 - (Russische suite nr. 1)
- 1945 Белорусский Марш (Wit-Rusland-mars)
- 1945 Украинский марш - Oekraïens mars
- 1946 Русская сюита No. 2 - (Russische suite nr. 2)
- 1946 Туркменский марш - (Turkmeense mars)
- 1947 Славянский марш (Slavische mars)
- 1946 Column March
- 1949 Якутский торжественный марш - (Jakoetse feestelijke mars)
- 1949 Москвичи - Moskovieten, mars
- 1950 Фантазия - (Fantasie - over folkloristische thema's uit de Oeral)
- 1958 Увертюра-фантазия (Ouverture-fantasie)
- 1961 Торжественный марш - Feestelijke mars
- 1962 Африканские эскизы (Afrikaanse schetsen)
- 1964 Triumphal March
- 1964 Праздничная увертюра (Feestelijke ouverture)
- 1964 Концертный марш - Concert March
- 1967 Героическая поэма "Залп Авроры" - (Het heldendicht "De salvo's van de «Aurora»")
- 1974 Symfonie no. 3 "Svjaščennyj Il'men (De heilige Iljmen)", ter nagedachtenis aan de Tweede Wereldoorlog
- 1974 Боевые друзья (De gevecht vrienden)
- 1974 Марш милиции (Mars van de Militie)
- 1976 Родная столица, родная Москва
- 1978 Золотой Алдан (Golden Aldan)
- 1979 Марш-парад олимпийцев (Mars-parade Olimpijtsev)
- 1980 цикл «Лениниана» (на темы песен советских композиторов) (Cyclus «Leniniana» over thema's van Sovjet-Russische componisten)
- 1981 Пионерия наших дней (Hedendaagse pionieren)
- 1981 Солдаты Родины (Soldaten van het vaderland)
- 1982 Symfonie no. 4 "De Kosmische" - In de hemel na de sterre toe, opgedragen aan de eerste Sovjetkosmonaut Joeri Gagarin
  1. Polet vo Vselennuj (Vlucht in het heelal) - Moderato
  2. Na Orbite (In de baan van de planeten) - Allegro moderato
  3. Eemlja Kosmos - Commodo (De Aarde, de Ruimte) - Allegro moderato
- 1984 Салют Победы (Salut van de overwinning)
- 1985 для саксофона-альта и духового орк.— Музыкальный момен (Muzikale momenten), voor altsaxofoon en harmonieorkest
- 1990 Poème symphonique, voor harmonieorkest
- Абхазский марш - (De Abchazische mars)
- Fantasie over een revolutionair thema
- Free China, mars
- Якутский марш - (Jakoetse mars)
- Hymne van de stad Jakoetsk
- Киргизский марш - (Kirgizische mars)
- Le rivage d'or, valse de carnaval
- Марш юности - (Mars van de jeugd)
- Падеграс - Padegras
- Symfonie no. 5 "Het licht over Jakoetië", voor het 60e jubileum van de Jakoetische Autonome Sovjet-Republiek
- Tajik March

### Toneelwerken
- De Rebellion, opera, naar een verhaal van Dmitri Foermanov
- 1968 Мушица бърборица - Fliege - Zokotuche, kinderballet, in 2 actes, naar het sprookje van K. Tsjoekovsky

### Cantates
- 1979 кантаты «По ленинскому пути» (Aan de Leninistische weg), cantate
- 1984 кантаты «Слава героев бессмертна» (De roem van de helden), cantate voor solisten, gemengd koor en harmonieorkest
- Het morgenrod van de vrijheit, cantate, - tekst: B. Doebrovin
- Het gedachtnis van het hart, cantate, - tekst: M. Andranov

### Werken voor koor
- 1938 Три орлицы - (De drie adelaars-wijven), voor gemengd koor
- 1945 Слава победителям - (De glorie van de overwinnaars), voor gemengd koor
- Здравствуй, Родина! - Goeden dag, het vaderland, voor sopraan en gemengd koor
- Песня советских школьников - Lied van de Sovjet schoolkinderen, voor kinderkoor
- Песня испанских детей о Ленине - Lied van de Spaanse kinderen over Lenin, voor gemengd koor

### Vocale muziek
- 1948 Свет любимых звёзд - (Het licht van de sterren), voor sopraan en fluit
- 1950 Сынам Кореи - (Koreaans lied), voor sopraan en fluit
- 1950 Я в садочке была, voor tenor en piano
- J'étais dans le jardin, voor sopraan
- Bride's Dreams
- Dvě skladby na čínské téma, voor zang en piano

### Kamermuziek
- 1952 Ekspromt, voor twee cello's en piano
- 1955 Dve p'jesy na kitajskije temy - voor twee cello's en piano
- 1959 Skerco (Scherzo) voor cello en piano
- 1963 Вальс-каприс - (Wals-caprices), voor cello en piano
- 1985 Trio dlá skripki, voor twee cello's en piano

### Werken voor piano
- Impromptus, voor piano
- Летние грезы - Jaarlijks grezie, tango

- Gemeinsame Normdatei: 135695600
- International Standard Name Identifier: 0000 0000 8251 2480
- Nationale Bibliotheek van Letland: 000171883
- Nationale Bibliotheek van Tsjechië: mzk2010593644
- Virtual International Authority File: 65229254
- WorldCat: E39PBJqbmd34GxqXcwRvVjqmh3